# Roberto Fontanini
Roberto Fontanini (Vimodrone, 29 maggio 1962) è un ex calciatore italiano, di ruolo difensore.

## Carriera

### Club
Cresciuto nell'Inter, nel 1981 passò al Monza, società a cui rimarrà legato per dieci anni, di cui sette giocati in Serie B (per un totale di 157 partite fra i cadetti con tre reti). Nel 1990 passò al Varese dove giocò le sue ultime partite da professionista, chiudendo a soli 29 anni.

### Nazionale
Da giovanissimo è stato nel giro della Nazionale Under-20 con cui ha partecipato ai Mondiali di categoria del 1981, giocando le tre partite in cui furono impegnati gli azzurrini.

## Palmarès

### Club
- Coppa Italia Serie C: 1

Monza: 1987-1988